# Roustam Raza

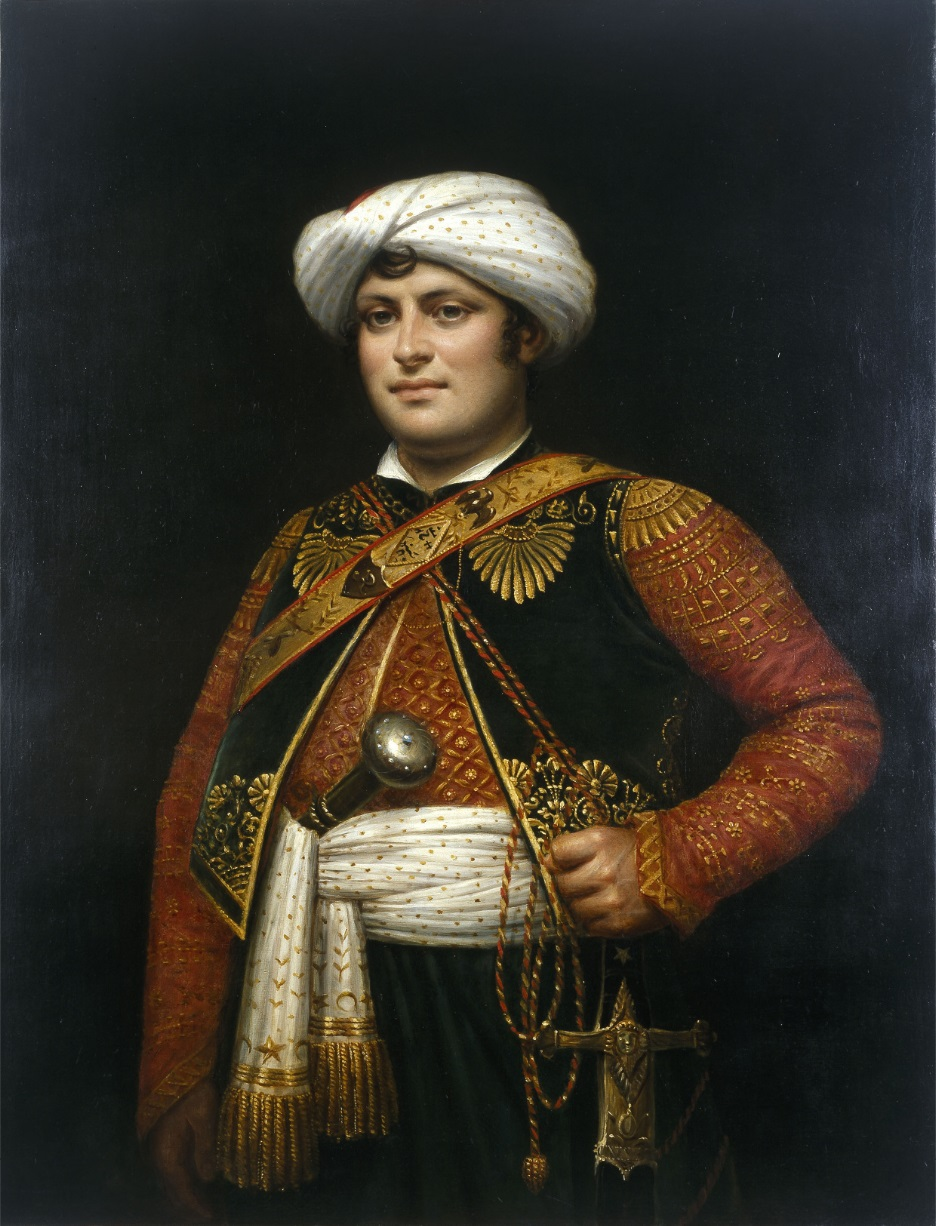
Roustam Raza, Ölgemälde (1806)

Roustam Raza (eigentlich Rostom Razmadze, georgisch როსტომ რაზმაძე, armenisch Ռուստամ Ռազա; * um 1780 in Tiflis; † 7. Dezember 1845 in Dourdan) war ein armenisch-georgischer Mamluke und von 1799 bis 1814 persönlicher Leibwächter Napoléon Bonapartes.
Roustam wurde in Georgien geboren als Kind eines armenischen Kaufmanns und seiner georgischen Ehefrau. Seine Familie zog in den armenischen Heimatort seines Vaters, als er zwei Jahre alt war. Der Jugendliche geriet in die Wirren der kadscharischen Eroberung, wurde in die Sklaverei verkauft und 1797 in Konstantinopel von einem der osmanischen Gouverneure Ägyptens erworben, der ihn zu einem seiner Mamluken machte. Nach dem Tod seines Besitzers kam Roustam nach Kairo in den Besitz des mit Napoléon befreundeten Sheik El Bekri. Im August 1799, kurz vor der Rückkehr Napoléons nach Frankreich, trat er in dessen Dienste.
Die nächsten fünfzehn Jahre folgte der Mamluke dem Konsul und späteren Kaiser der Franzosen wie ein Schatten auf allen Kriegszügen von Spanien bis Russland. Dabei diente er seinem Herrn als Diener und Leibwächter gleichermaßen; nachts schlief er unmittelbar neben der Kammer des Korsen. Mit dessen Erlaubnis heiratete Roustam 1806 die junge Alexandrine Douville, Tochter der Ersten Kammerzofe von Kaiserin Joséphine. Napoléon persönlich kam für die Kosten der Feierlichkeiten auf.
Als der Kaiser 1814 abdanken musste und den Selbstmord plante, beendete Roustam Raza seinen Dienst aus Angst, für den mutmaßlich bevorstehenden Gifttod Napoléons verantwortlich gemacht zu werden. Als er in den Hundert Tagen wiederum seine Dienste anbot, lehnte der Zurückgekehrte ab aus Unverständnis für seine vermeintliche Illoyalität im Vorjahr.
Das Ehepaar verbrachte die folgenden Jahre in Paris, Ende der 1820er Jahre siedelten sie nach Dourdan über, um auf Wunsch Alexandrines nahe den Schwiegereltern zu wohnen. Dort verstarb Roustam Raza 1845, er liegt auf dem örtlichen Friedhof begraben.
Roustam Raza hinterlässt in seinen Erinnerungen ein in Anekdoten gezeichnetes Bild der unmittelbaren Umgebung des Franzosenkaisers. Er selbst war im Ersten Kaiserreich vielfach Gegenstand künstlerischer Darstellung, nicht nur in Porträts (z. B. Jacques-Nicolas Paillot de Montabert 1806, Horace Vernet 1810), sondern besonders als Nebenfigur in Historiengemälden seines berühmten Arbeitgebers, auf denen er durch seinen Turban leicht zu erkennen ist (z. B. Jacques-Augustin-Catherine Pajous Milde Napoléons gegenüber dem Fräulein von Saint-Simon 1812, Jean-Baptiste Debrets Erste Verleihung der Sterne der Ehrenlegion 1810).

## Werke
- Souvenirs de Roustam, mamelouck de Napoléon Ier. Introduction et notes de Paul Cottin, Préface de Frédéric Masson. Paris: Paul Ollendorff, 1911.